# Pyronia ormaculata
Pyronia ormaculata är en fjärilsart som beskrevs av Gussich 1917. Pyronia ormaculata ingår i släktet Pyronia och familjen praktfjärilar. Inga underarter finns listade.